# Clara Ferreira Alves
Maria Clara Ferreira Alves (Portugal, 1956) es una periodista y escritora portuguesa.
Maria Clara posee una licenciatura en Derecho por la Facultad de Derecho de la Universidad de Coímbra, integró la redacción de A Tarde, de Correio da Manhã y de Jornal de Letras. Fue crítica literaria, editora y redactora principal de Expresso. Ha publicado crónicas en Única, Máxima y Diário Digital y ha colaborado en TSF. Entre 2000 y 2004 fue directora de la Casa Fernando Pessoa, donde refundó la revista Tabacaria. En 2004 recusó públicamente el cargo de directora del Diário de Notícias.
En la televisión, presentó Figuras de Estilo, con Vasco Graça Moura, en RTP2, y O Caminho Faz-se Caminhando, con Mário Soares, en RTP1. Fue autora de Falatório, en RTP2. Participa en el programa de opinión política O Eixo do Mal, en SIC Notícias.
Publicó los libros Pluma Caprichosa, Passageiro Assediado, en coautoría con Fernando Calhau, y Mala de Senhora e Outras Histórias.
Es miembro del jurado del Premio Pessoa. En junio de 2011, fue invitada a una reunión del grupo selecto Bilderberg.
En enero de 2013, de nuevo se estrenó en la televisión como guionista de la serie juvenil O Melhor dos Melhores, con trece episodios, en una coproducción de la RTP con la AIPNE de Alverca, que la exhibiría en la RTP2. 

## Otras publicaciones
- clara Ferreira Alves. 2012. Estado de guerra. Editor Clube do Autor, 500 pp. ISBN 9897240411, ISBN 9789897240416

- ---------------------------. 2004. Mala de senhora: e outras histórias. Autores de língua portuguesa. Ed. Publicações Dom Quixote, 183 pp. ISBN 9722026356, ISBN 9789722026352

- ---------------------------. 2001. A pluma caprichosa: Crónicas, vol. 1 Autores de língua portuguesa. Ed. Publicações Dom Quixote, 492 pp. ISBN 9722021087, ISBN 9789722021081

- ---------------------------. 2001. Ausstellungskat. Vol. 22 de Arte e produção. Ilustró Fernando Calhau. Ed. Assírio & Alvim, 100 pp. ISBN 9723706350, ISBN 9789723706352